# Орей (Буш-дю-Рон)
Оре́й (фр. Aureille) — коммуна на юго-востоке Франции в регионе Прованс — Альпы — Лазурный Берег, департамент Буш-дю-Рон, округ Арль, кантон Салон-де-Прованс-1.

## Географическое положение

Топографическая карта Массива Альпиль

Коммуна расположена в 660 км к югу от Парижа и в 60 км северо-восточнее от Марселя.
Площадь коммуны — 21,74 км², численность населения — 1476 человек (2009), с тенденцией к росту: 1544 человека (2012), плотность населения — 71,0 чел/км².

## Фотогалерея

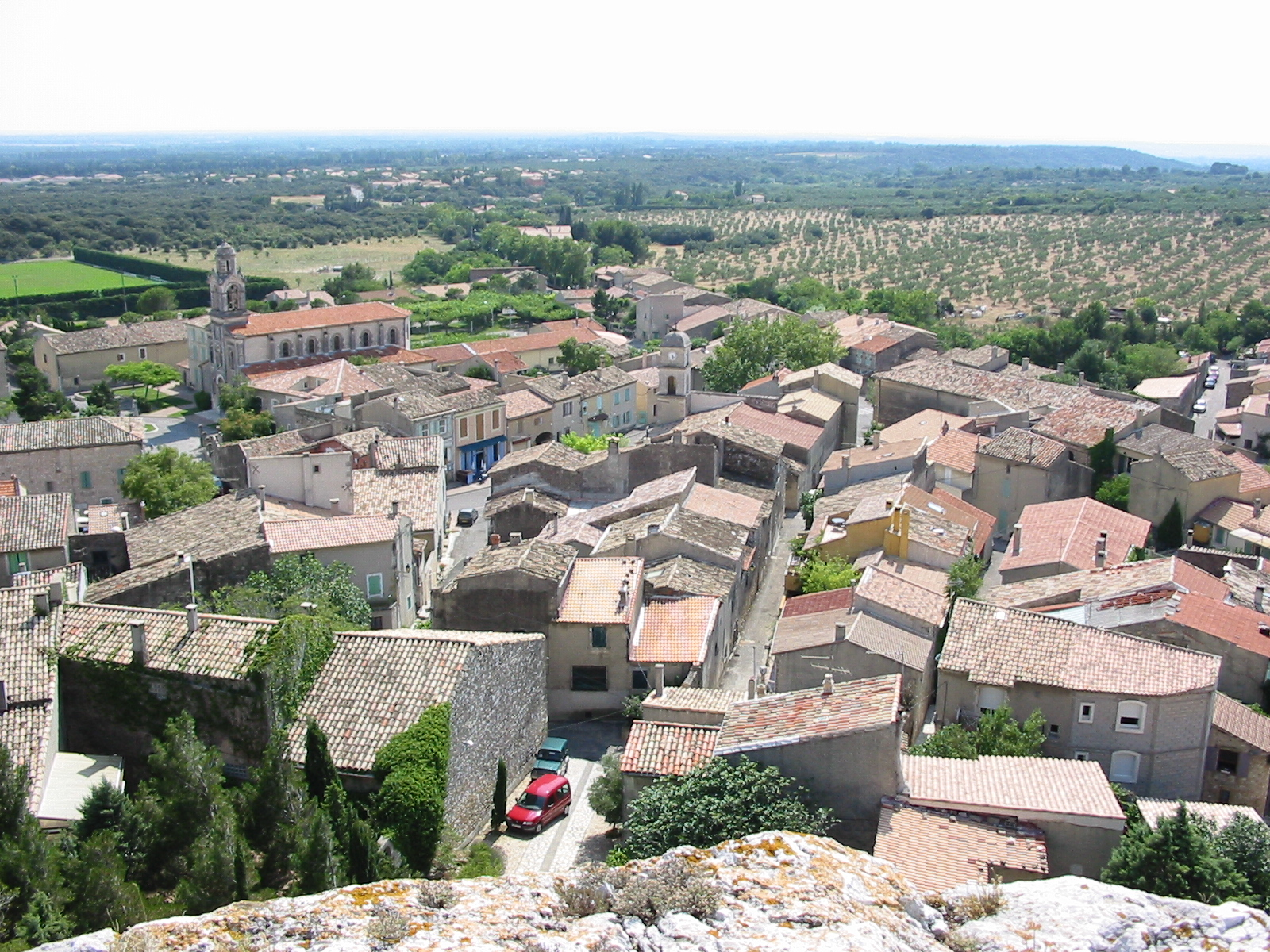
Вид с массива Альпиль
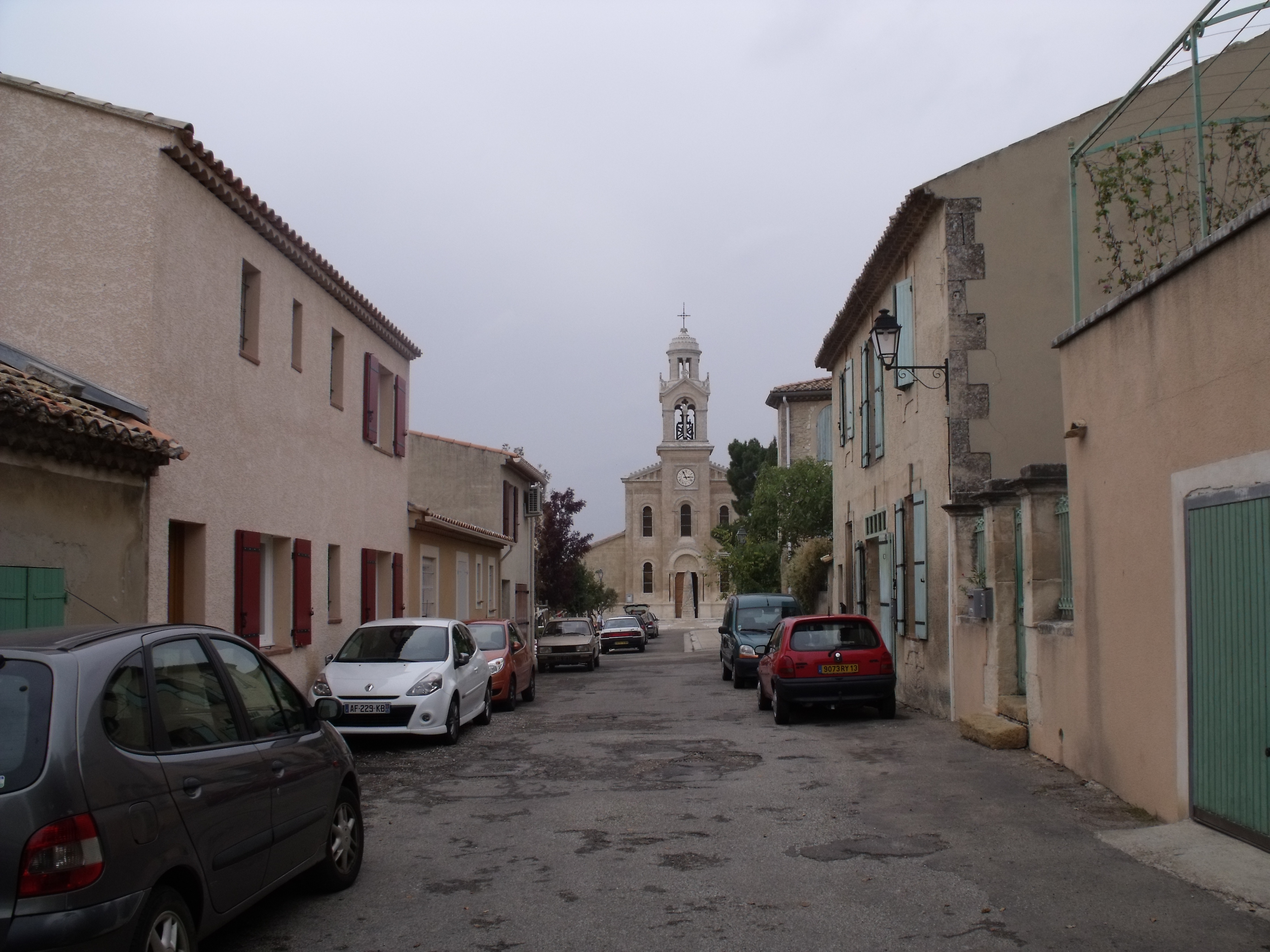
Улица
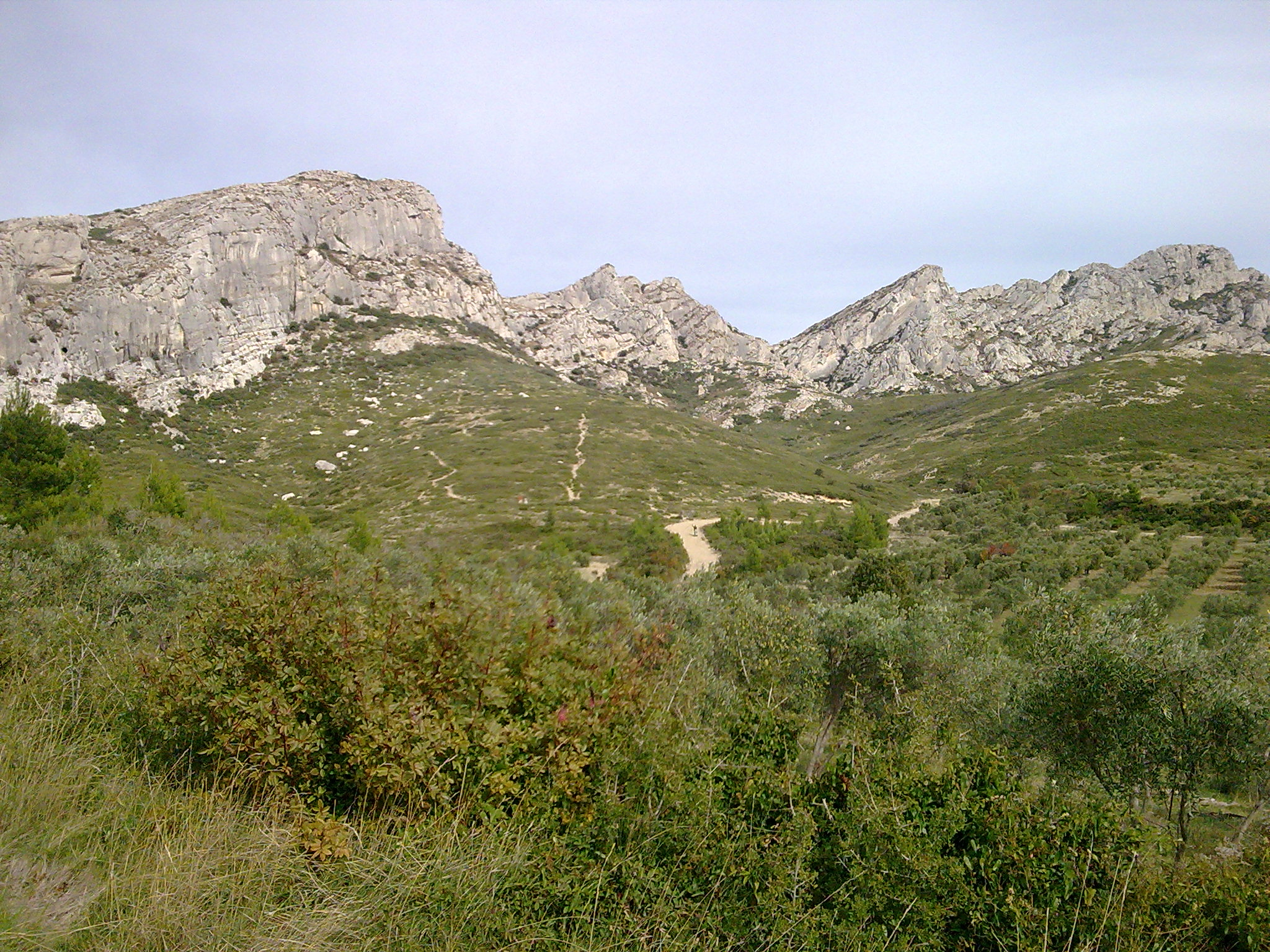
Массив Альпиль